# Centro Histórico (filme)
Centro Histórico é um filme português do género drama, realizado e escrito por Aki Kaurismäki, Pedro Costa, Víctor Erice e Manoel de Oliveira, que narra quatro histórias contadas pelos realizadores, sobre Guimarães, a Capital Europeia da Cultura em 2012.  Estreou-se a 9 de novembro de 2012 no Festival Internacional de Cinema de Roma e foi exibido no IndieLisboa (Festival Internacional de Cinema Independente de Lisboa) a 27 de abril de 2014.